# Alfred Reeves
Alfred Garpee Reeves (17. dubna 1934 – 8. května 2009) byl liberijský duchovní a politik.
Působil jako biskup letniční Církve Boží v Kristu (COGIC). Byl členem Národní reformační strany (National Reformation Party).
Byl ženat s Esther A. Reevesovou.